# 글꼴

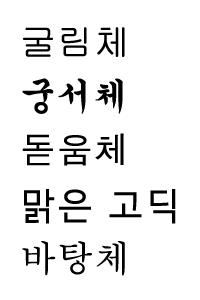
한글 글꼴

글꼴 또는 글자체(글字體) 혹은 서체(書體) 또는 폰트(font)란 전체적으로 같은 느낌을 주는 활자의 집합을 말한다. 각 글꼴은 글꼴을 구성하는 문자, 숫자, 기호 등의 낱 활자 모두 통일된 모양, 굵기, 장평, 장식, 기울기를 유지한다.
수천 가지의 다양한 서체가 존재하며, 새로운 서체가 끊임없이 개발되고 있다.
서체를 디자인하는 예술과 기술을 서체 디자인이라고 한다. 서체 디자이너는 서체 디자이너라고 불리며 활자 주조소에 고용되는 경우가 많다. 탁상출판에서는 활자 디자이너를 "글꼴 개발자" 또는 "글꼴 디자이너"라고도 한다(타이포그래퍼는 활자체를 사용하여 페이지 레이아웃을 디자인하는 사람임).
모든 서체는 개별 문자, 숫자, 문장 부호 또는 기타 기호를 나타내는 각각의 문자 모양 모음이다. 동일한 문자 모양이 다른 스크립트의 문자에 사용될 수 있다. 로마자 대문자 A는 키릴 대문자 А 및 그리스어 대문자 알파(Α)와 동일하게 보인다. 지도 제작, 점성술 또는 수학과 같은 특별한 응용 분야에 맞게 맞춤화된 서체가 있다.

## 정의
글꼴은 흔히 다음의 도안으로 이루어진다.
- 문자
- 숫자
- 문장 부호

## 역사
활자 주조소에서는 1450년대부터 현재까지 납 합금으로 주조한 글꼴을 사용하고 있지만 특히 미국에서는 19세기에 나무 활자라고 불리는 일부 큰 글꼴의 재료로 목재가 사용되었다. 1890년대에는 조판의 기계화로 인해 필요한 크기와 길이의 활자 라인으로 즉석에서 자동으로 글꼴을 캐스팅할 수 있었다. 이것은 연속 주조로 알려져 있으며 1970년대에 종말을 맞이할 때까지 수익성이 높고 널리 퍼져 있었다. 이 유형의 첫 번째 기계는 오트마 메르겐탈러(Ottmar Mergenthaler)가 발명한 라이노타이프 머신이었다.
짧은 과도기(1950년대~1990년대) 동안 사진 조판으로 알려진 사진 기술은 필름 스트립에 있는 개별 문자 모양의 작은 고해상도 이미지를 활용했다. 불투명한 검정색 배경). 필름 스트립 뒤의 고강도 광원은 광학 시스템을 통해 각 문자 모양의 이미지를 투사하여 특정 크기와 위치의 감광성 사진 식자 용지에 원하는 문자의 초점을 맞췄다. 이 사진 조판 프로세스는 광학적 스케일링을 허용하여 설계자가 단일 글꼴에서 여러 크기를 생성할 수 있도록 허용했다. 그러나 사용된 복제 시스템의 물리적 제약으로 인해 여전히 다양한 크기의 디자인 변경이 필요했다. 예를 들어 인쇄 단계에서 발생하는 잉크 확산을 허용하는 잉크 트랩 및 스파이크가 있다. 필름스트립의 글꼴을 사용하여 수동으로 작동되는 사진 합성 시스템은 수동 조판의 물리적 노력 없이 글자 사이의 미세한 커닝을 허용했으며 1960년대와 1970년대에 확대된 활자 디자인 산업을 탄생시켰다.
1970년대 중반까지 모든 주요 서체 기술과 모든 글꼴이 사용되었다. (연속 주조기, 광판 인쇄기, 컴퓨터로 제어되는 사진 식자기, 최초의 디지털 식자기 – 원시 프로세서와 CRT 출력을 갖춘 부피가 큰 기계) 1980년대 중반부터 디지털 타이포그래피가 성장함에 따라 사용자는 미국식 철자 글꼴을 거의 보편적으로 채택했다. 이는 주로 몇 가지 일반적인 형식 중 하나로 확장 가능한 윤곽선 문자 형식(디지털 글꼴)이 포함된 컴퓨터 파일을 지칭하게 되었다. 버다나와 같은 일부 서체는 주로 컴퓨터 화면에 사용하도록 설계되었다.

## 글꼴의 모양에 따른 분류
글꼴은 다음에 따라 구별할 수 있다.
- 글자의 스타일
  - 명조 계열(Serifs): 가로 세로 획의 시작 지점과 끝 지점 사이에 굵기가 변화하거나 군더더기 장식이 있는 글꼴
  - 고딕 계열(Sans Serifs): 획의 시작부터 끝까지 굵기가 변하지 않는 글꼴
  - 기타 손글씨나 그림글자 등 명조 또는 고딕으로 구분하기 어려운 글꼴. 이러한 글꼴들을 디자인용 글꼴 또는 제목용 글꼴이라고 부르기도 한다.
- 선의 굵기
- 가로와 세로의 비율
- 장식획의 유무
- 기울기
- 한 글자가 차지하는 공간에 따른 분류
  - 고정글꼴 모든 글자의 폭이 고정되어 있다.
    - 전각 가로세로 비율이 1:1인 정사각형으로 만들어진 글자. 한글, 한자, 일본어 등은 보통 전각 글꼴이다.
    - 반각 가로로 전각의 절반 크기 로마자, 숫자 등은 보통 반각 글꼴이다.

  - 가변글꼴 글자마다 모양에 따라 폭이 다르다. 예를 들어 숫자 1은 좁고 2는 넓으며 영문의 경우 대문자 M은 매우 넓고 소문자 l은 좁은 글꼴
- 글꼴은 다음을 포함할 수 있다.
  - 표의 문자, 곧 무언가를 상징하는 기호 - 수식(數式) 글꼴이나 지도 기호 글꼴 같은 것들은 아예 그런 기호로만 이루어져 있기도 하다.

## 디지털 타입
- 글꼴 낱자를 구성하는 데이터 방식에 따른 분류
  - 비트맵 서체 : 비트맵 서체는 글자가 점이나 화소로 이루어진 글꼴을 말한다.
  - 외곽선 서체 : 외곽선 서체는 벡터의 형태로 표현된 글꼴로 글자를 확대해도 선명하다. 대부분 베지에 곡선을 이용하여 외곽선을 나타낸다.
- 화면 및 프린터에 외곽선 서체를 다시 도트 형식으로 변환해 표현하는 방식에 따른 분류
  - 포스트스크립트 서체: 어도비 사가 만든 글꼴 포맷으로 유형1,2,3,0 등의 조금씩 다른 형식이 있다. 화면과 프린터 모두에 출력할 수 있으며 출판 업계에서 사실 상의 표준 서체 포맷이다. 전문 인쇄 출력기 대부분이 포스트스크립트 서체를 지원한다. 베지에 3차 곡선을 사용하여 외곽선을 표현한다.
  - 트루타입(TrueType) 서체 : 포스트스크립트 서체의 뒤를 이어 애플과 마이크로소프트가 만든 외곽선 서체 포맷. 포스트스크립트 서체와 달리 베지에 2차 곡선을 이용하여 외곽선을 표현하고 포스트스크립트 서체보다 복잡한 힌팅을 표현할 수가 있다. 확장자는 ".ttf"이다.
  - 오픈타입(OpenType) 서체: 포스트스크립트 서체와 트루타이프 서체에서 서로의 장점을 살려 통합한 포맷이다. 확장자는 ".otf"이다.
  - 메타폰트: 도널드 커누스가 TeX조판을 위해 만든 외곽선 글꼴 규격으로, 외곽선에 대한 정보뿐 아니라 선의 방향 등에 대한 정보도 담겨있다.
- 화면용 서체 : 화면용 서체는 화면에서 보이기 위한 서체이며, 출력용 서체가 출력기에 있어야 선명하게 출력할 수 있다. 보통 글꼴 회사에서 제공하는 서체들은 화면용 서체들이다.
- 계열 서체(Family Fonts) : 비슷한 모양과 느낌을 주는 서체의 모임. 같은 서체 계열에는 모양이 서로 비슷하지만 굵기, 기울임, 너비 등에서 차이가 나는, 같은 종류의 서체가 포함된다. 여기에 속한 글꼴들은 별도의 유틸리티를 가지고 분리해 낼 수 있다.

## 저작권

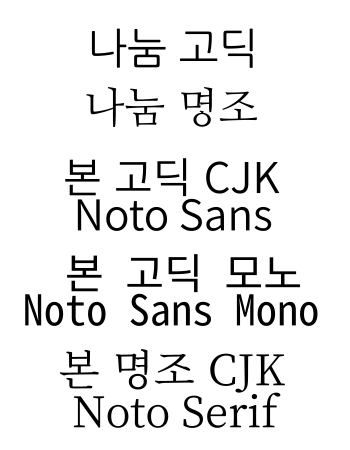
나눔글꼴 및 본고딕,본명조 글꼴(Noto fonts)

출력 후 인쇄물 배포 시나 인터넷 웹상에서의 상업용과 비상업용을 구분하여  저작권에 문제 소지가 발생하는 경우가 종종 있다. 특히 출판물과 인터넷웹사이트에서 발생하는 이러한 이슈에 대해서 네이버의 나눔글꼴, 구글과 어도비의 본고딕등 무료 사용이 가능한 폰트들이  대거 제공되고 있다. 이러한 나눔글꼴, 본고딕서체는 오픈 폰트 라이선스여서 자유로운 사용뿐만 아니라 개발도 가능하다. 이와 유사하지만 더욱 개방된 오픈 소스로 제공되는 백묵 글꼴, 은 글꼴, STIX 폰트 등도 이미 오래 전부터 배포되어 왔다.

## 같이 보기
- 글꼴 목록
- 로마자 글꼴
- 한글 글꼴
- 한자 글꼴
- 일본어 글꼴
- 컴퓨터 글꼴
- 명조체
- 고딕체
- 로마체
- 산세리프
- 세리프
- 인쇄체의 종류
- 디돈